# Cryptochetum striatum
Cryptochetum striatum är en tvåvingeart som beskrevs av Thorpe 1941. Cryptochetum striatum ingår i släktet Cryptochetum och familjen Cryptochetidae.
Artens utbredningsområde är Tanzania. Inga underarter finns listade i Catalogue of Life.